# Értarcsa község
Értarcsa község (románul: Comuna Tarcea) község Bihar megyében, Romániában. Központja Értarcsa, beosztott falvai Gálospetri, Éradony.

## Népessége
A 2011-es népszámlálás adatai alapján a község népessége 2690 fő volt.